# Gördelbåge

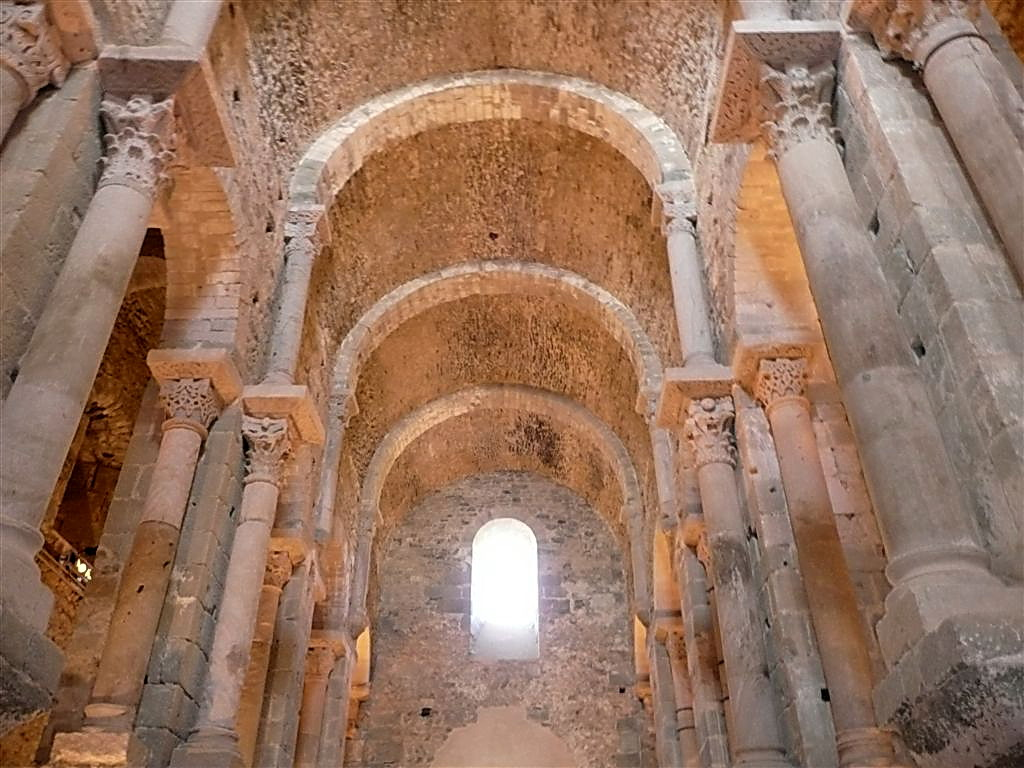
Gördelbågar i Katalonien

En gördelbåge är en båge i till exempel ett tunnvalv eller kryssribbvalv som löper tvärs över valvet. Gördelbågar har funktionen att förstärka valvet, och i en kyrka markerar de dessutom gränsen mellan travéerna.